# Loferer und Leoganger Steinberge
Die Loferer und Leoganger Steinberge sind eine Gebirgsgruppe der Alpenvereinseinteilung der Ostalpen (AVE, Nr. 9). Sie liegen zwischen Großache (auch Tiroler Achen, Kössener Ache) und Kaisergebirge im Westen und der Saalach und dem Steinernen Meer im Osten. Sie erstrecken sich im Pinzgau (Bezirk Zell am See) im Nordwesten des Land Salzburg und im Bezirk Kitzbühel im Nordosten des Bundeslands Tirol, an der Grenze zu Oberbayern.

## Lage und Begriffsgeschichte
Die Berge zwischen Pillerseetal und Saalach stellen sich von der Tiroler Seite eher geschlossen dar und werden dort allgemein der Steinberg genannt (Steinberge allgemein als Bergname für die Salzburger Kalkhochalpen). Von der Salzburger Seite aus zerfallen sie aber in zwei deutliche Stöcke, die dann auch vom Saalachtal her genauer benannt sind, von Lofer von Norden und Leogang von Süden aus gesehen. Schon in der Moriggl-Teilung (Josef Moriggl 1928) findet sich als Gruppe 9 der Ostalpen Die Steinberge (Loferer und Leoganger), und in der neu überarbeiteten gemeinsamen Gliederung des deutschen, österreichischen und Südtiroler Alpenvereins (AVE) von 1984 wurden sie als Loferer und Leoganger Steinberge beibehalten.
Traditionell werden diese Berge, gemeinsam mit den nördlich anschließenden Stöcken von Steinplatte und Fellhorn nach dem mitten in dieser Gruppe liegenden Dorf Waidringer Alpen genannt – nach der AVE gehören diese Berge schon zu den Chiemgauer Alpen.

## Umgrenzung und benachbarte Gebirgsgruppen
Die Gruppe umgrenzt sich folgendermaßen:
- im Norden Erpfendorf an der Großache – Griesbach – Waidring – Strubache (Loferbach) – Lofer im Saalachtal gegen die Chiemgauer Alpen (AVE 11)
- im Osten Saalach über Lofer, Sankt Martin bei Lofer, Weißbach bei Lofer bis zur Einmündung Leoganger Ache in Uttenhofen gegen die Berchtesgadener Alpen (AVE 10)
- im Süden Leoganger Ache – Schüttachgraben – Hochfilzen – Rotache – Pillersee-Ache (Fieberbrunner Ache) – St. Johann in Tirol zu den Kitzbüheler Alpen (AVE 34)
- Kössener Ache (Großache) St. Johann in Tirol über Kirchdorf i.T. bis Erpfendorf zum Kaisergebirge (AVE 8)

## Gliederung und Gipfel
Die Gruppe gliedert sich in folgende Untergruppen:
- Loferer Steinberge nördlich am Saalachtal und bis Waidring und St. Ulrich am Pillersee: Großes Ochsenhorn (2511 m ü. A.), Mitterhorn/Großes Hinterhorn (2506 m ü. A.), Großes Reifhorn (2480 m ü. A.), Breithorn (2413 m ü. A.)
- Leoganger Steinberge im Südosten anschließend, an Saalach und Leoganger Ache: mit dem Birnhorn (2634 m ü. A.) als höchster Gipfel
getrennt werden die beiden Stöcke durch den Nordost-Südwest streichenden Talzug Schidergraben (Saalachtal nordwestlich Weißbach bei Lofer) – Römerbach – Römersattel – Schüttachgraben – Hochfilzen
- Buchensteinwand (1462 m ü. A.), ein kleines freistehendes Massiv bei Hochfilzen und St. Jakob in Haus (im Pillerseetal)
durch das Wiesenseetal St. Jakob–Hochfilzen von den Leoganger Steinbergen getrennt, und auch teils zu diesen, teils zum Kalkstein gerechnet
- Kirchbergstock (auch Kalksteinmassiv) im Westen, von St. Johann i.T. bis Waidring, mit Wallerberg (1682 m ü. A.), Kirchberg (1678 m ü. A.), Kalkstein (1506 m ü. A.)
 von Loferer- und Leoganger Steinbergen ist es Nord–Süd durch das Pillerseetal Waidring – Fieberbrunn getrennt

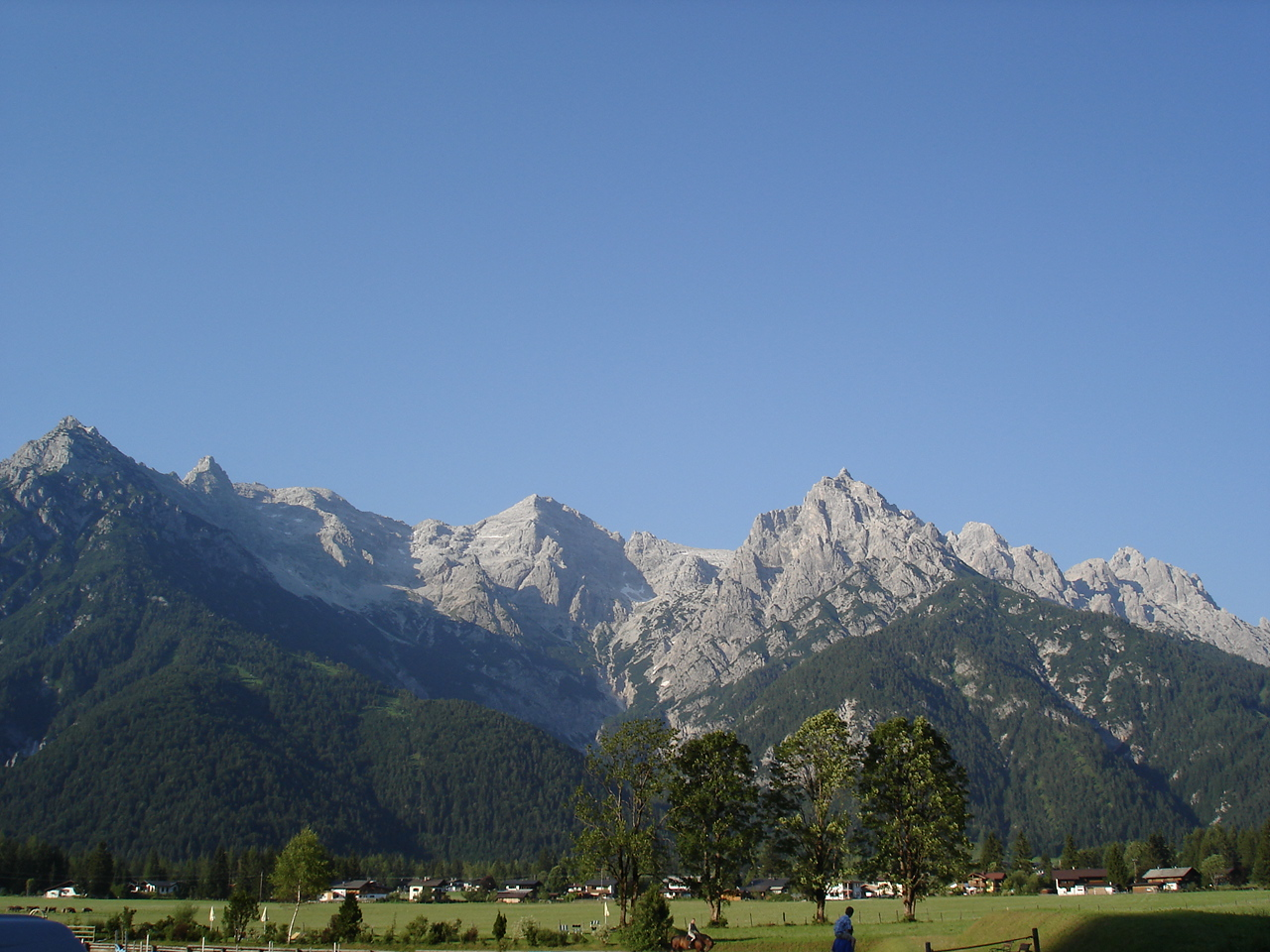
Loferer Steinberge, von St. Ulrich a.P.
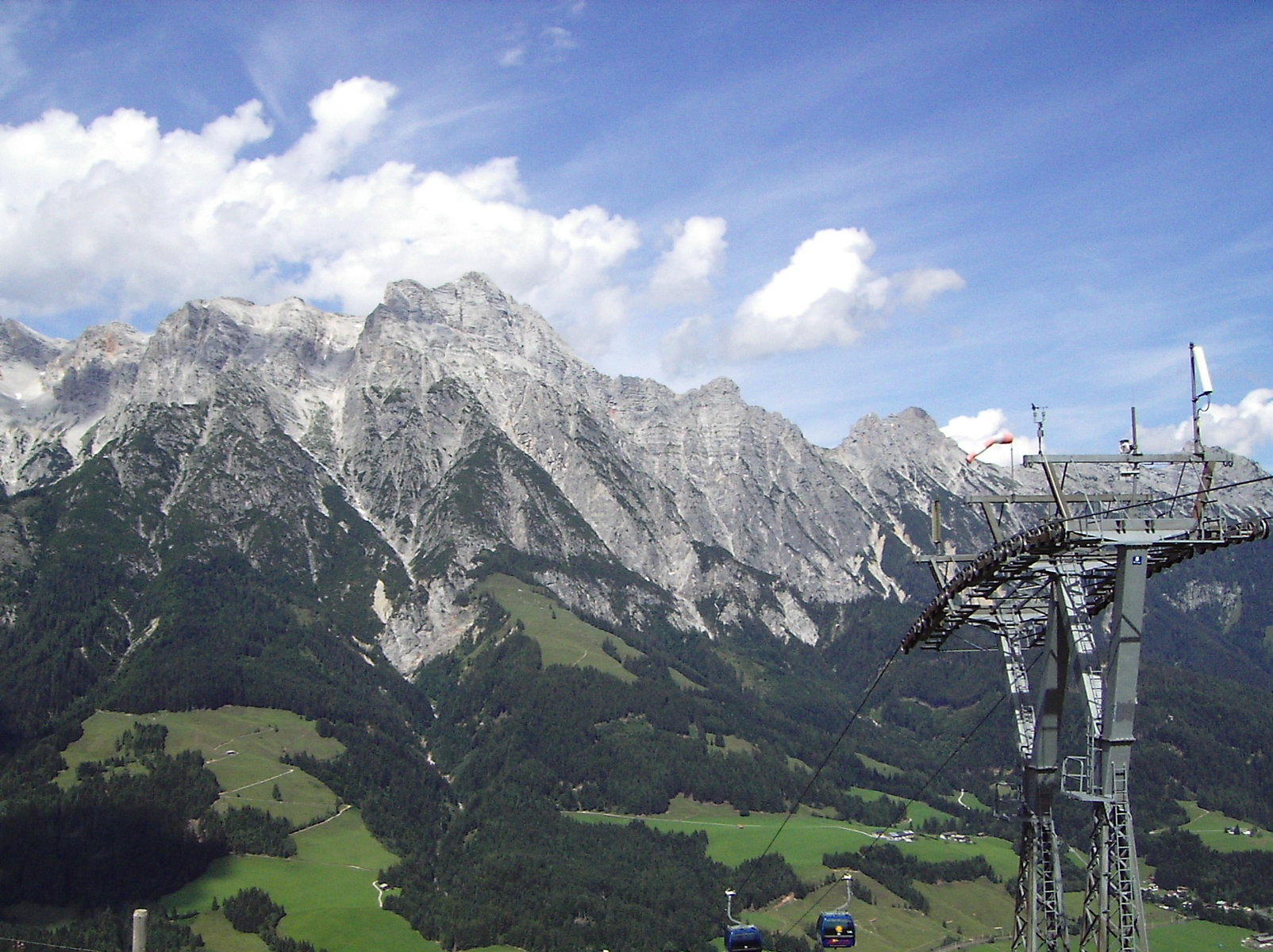
Leoganger Steinberge, von Süden
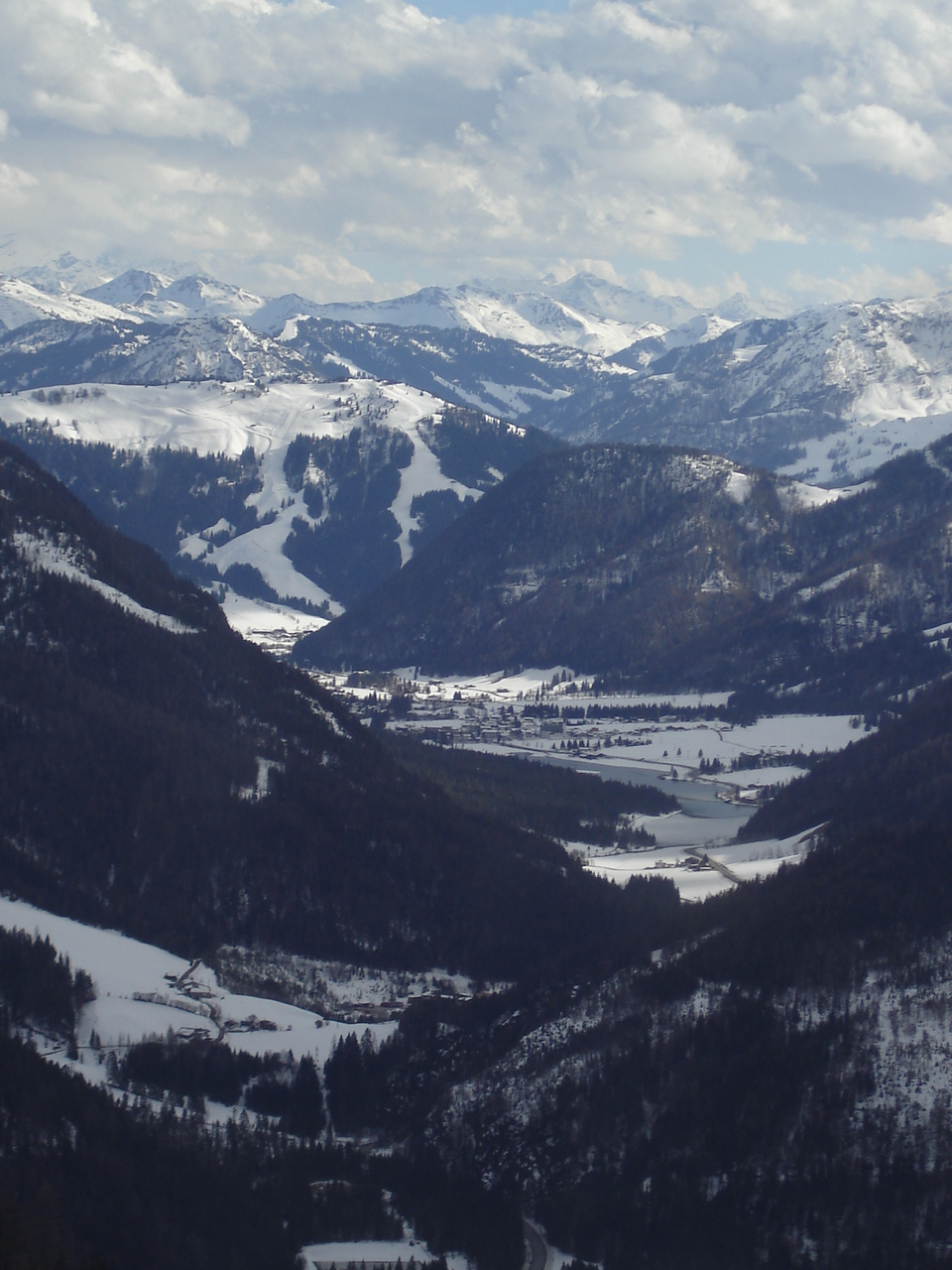
Buchensteinwand und Westrand des Kirchbergstocks, Blick von der Steinplatte durch Pillerseetal nach Süden

## Tourismus

### Wege und Hütten
- Schmidt-Zabierow-Hütte (1963 m, DAV) in den Loferer Steinbergen
- Passauer Hütte (2057 m, DAV) in den Leoganger Steinbergen.

Besteigungen sind von allen genannten Talorten möglich, die ganze Gruppe ist gut erschlossen. Auch zahlreiche Klettertouren sind beschrieben.

### Wintersport
Die Buchensteinwand ist ein kleines Schigebiet, die Bergbahn Pillersee.
Im Talort Hochfilzen befindet sich – in Kombination mit einem Truppenübungsplatz des Bundesheeres – das Langlauf- und Biathlonzentrum Hochfilzen, Weltcup- und Weltmeisterschaftsort.

### Natursehenswürdigkeiten
- Loferer Schacht bei Lofer, 650 m tiefer Fallschacht und großräumiges Horizontalsystem, größte Höhle der Loferer Steinberge
- Lamprechtsofen: Höhle in die Leoganger Steinberge bei Weißbach bei Lofer, 14.650 m lang und 1000 m tief (dort auch Lamprechtsofen-Höhlengaststätte des DAV)
- Prax-Eishöhle bei Maria Kirchental, Durchgangshöhle in die Schwarze Wand
- Vorderkaserklamm nordöstlich des Römersattels
- Teufelsklamm (Loferer Steinberge)
- Pillersee und Öfenschlucht des Grieselbachs (Haselbach, Stubache)